# Cassatio
Cassatio, het Latijnse woord voor cassatie, is de naam van een reeks uitgaven bezorgd door de Orde van advocaten bij het Hof van Cassatie van België. Zij bestaat uit publicaties die uitgaan van leden van de cassatiebalie of tot stand komen onder leiding van een of meer van hen. De boeken worden uitgegeven door KnopsPublishing en verschijnen zowel op papier als in e-boekvorm.
Zoals ook in de drietalige Belgische rechtscultuur, bevatten zij in de regel bijdragen in het Nederlands en in het Frans, soms ook in het Duits. Sommige publicaties zijn eerder gewijd aan culturele onderwerpen, andere zijn meer technisch van inslag. In voorbereiding zijn ook synthesen van verschillende deelgebieden van het recht “zoals gezien door het Hof van Cassatie”.

## Verschenen
- W. Van Eeckhoutte en B. Maes (eds.) Genius, Grandeur & Gêne. Het Fin de Siècle rond het Justitiepaleis te Brussel en de controversiële figuur van Edmond Picard/ La Fin de Siècle autour du Palais de Justice de Bruxelles et le personnage controversé d’Edmond Picard 2013
- P. Wouters en B. Maes (eds.), Procederen voor het Hof van Cassatie/Procéder devant la Cour de cassation, 2016